# Roedtan
Roedtan is een plaats in de Zuid-Afrikaanse provincie Limpopo.
Roedtan telt ongeveer honderd inwoners.